# Bactrini
Bactrini là một tông bướm đêm thuộc họ Tortricidae.

## Hình ảnh

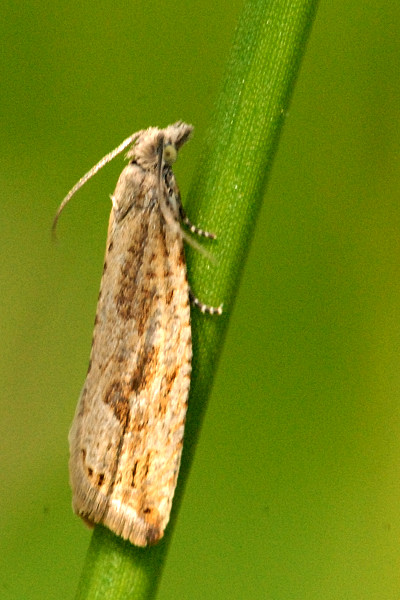

## Các chi
- Bactra
- Henioloba
- Parabactra
- Syntozyga